# 뉴욕 주립 대학교

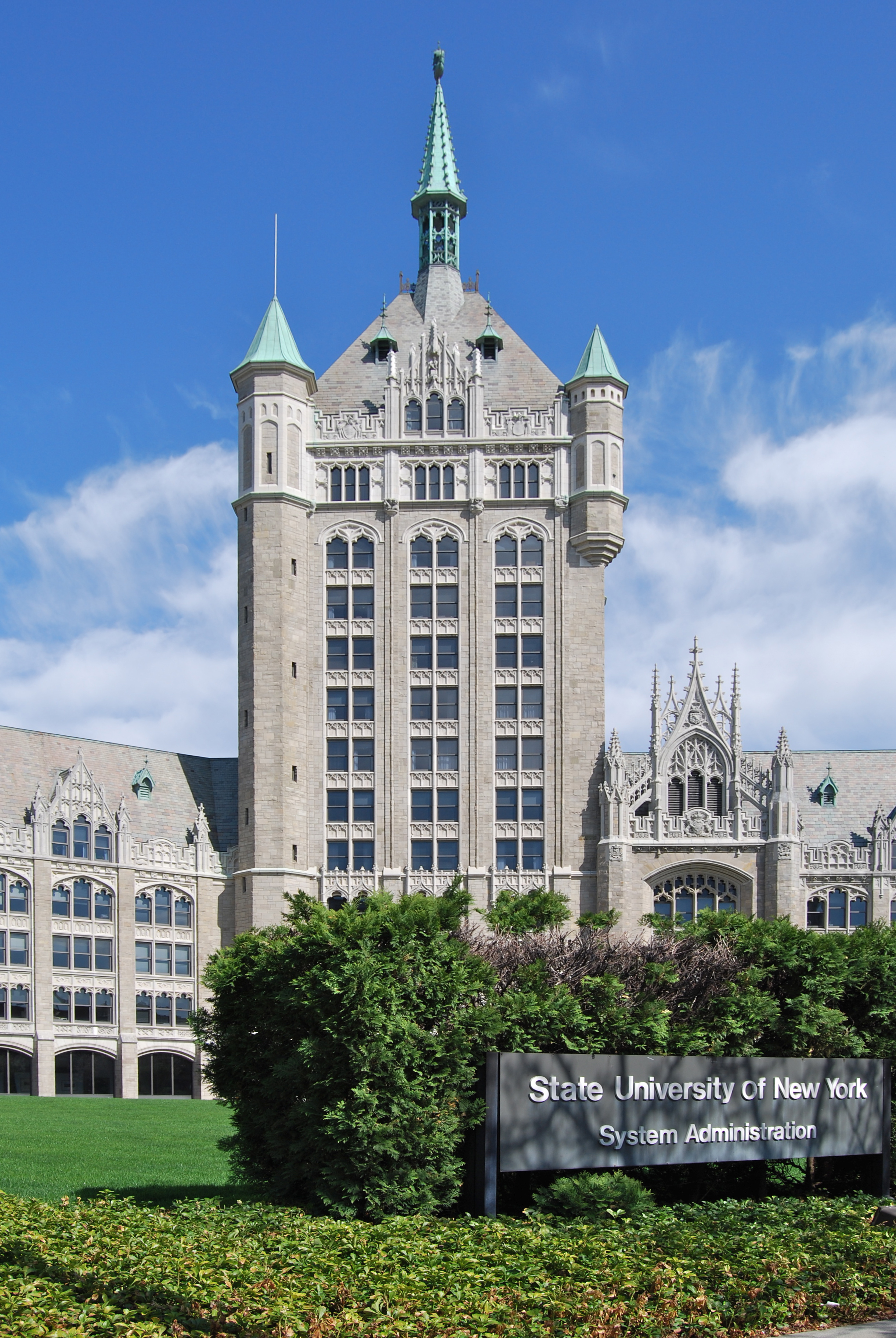
올버니에 위치한 행정건물

뉴욕 주립 대학교(영어: State University of New York, SUNY)는 미국 뉴욕주에 4개의 주요 대학(올버니, 버펄로, 빙엄턴, 스토니브룩)을 포함한 총 64개의 캠퍼스를 운용하고 있는 뉴욕주에 있는 주립대학이다. 명문 사립대학인 뉴욕대학교 [New York University (NYU)]와 시립 대학인 뉴욕 시립 대학교와는 다른 학교이며, 424,051명의 학생과 83,547명의 교직원이 뉴욕 주립 대학교에 있다.

## 캠퍼스 목록

### 대학교 센터
뉴욕 주립 대학교의 주요 4개 대학이다.
- 뉴욕 주립 대학교 올버니 (University at Albany)
- 뉴욕 주립 대학교 빙엄턴 (Binghamton University)
- 뉴욕 주립 대학교 버펄로 (University at Buffalo)
- 뉴욕 주립 대학교 스토니브룩 (Stony Brook University)

### 그 외 박사학위 승인 교육기관
대학교 센터 외에 박사학위를 승인하는 교육기관은 10개이다.
- 뉴욕 주립대학교 환경과학 및 임학 대학 (SUNY College of Environmental Science and Forestry)
- 뉴욕 주립 대학교 검안대학 (SUNY College of Optometry)
- 뉴욕 주립 대학교 다운스테이트 의대 (SUNY Downstate Medical Center)
- 뉴욕 주립 대학교 폴리테크닉 대학교 (SUNY Polytechnic Institute)
- 뉴욕 주립 대학교 업스테이트 의대 (Upstate Medical University)
- 알프레드 대학교 내 뉴욕주 정부 지원 1개 대학 (One statutory college at Alfred University)
  - 뉴욕 주립 세라믹 대학 (New York State College of Ceramics)
- 코넬 대학교 내 뉴욕주 정부 지원 4개 대학 (Four statutory colleges at Cornell University)
  - 농과·생명과학 대학 (College of Agriculture and Life Sciences, CALS)
  - 인간생태 대학 (College of Human Ecology, HumEc)
  - 수의과 대학 (College of Veterinary Medicine)
  - 노사관계학 대학 (School of Industrial and Labor Relations, ILR School)

### 학사 및 석사 학위수여 대학
13개교

### 기술 대학
8개교
- 뉴욕 주립 패션 공과대학교 (Fashion Institute of Technology)

### 커뮤니티 칼리지
30개교
- 뉴욕 주립 패션 공과대학교 (Fashion Institute of Technology)

FIT는 커뮤니티 칼리지라고 할 순 없습니다. 2학년을 마치면 준학사를 수여하지만, 총 학제는 4년제입니다.

## 평가

### 세계대학랭킹센터 (Center of World University Rank)
세계대학랭킹센터(Center of World University Rank, CWUR)의 2018-2019 대학 순위는 다음과 같다.
- 뉴욕 주립 대학교 스토니브룩: 미국 내 56위[3]
- 뉴욕 주립 대학교 버펄로: 미국 내 97위[4]
- 뉴욕 주립 대학교 빙엄턴: 미국 내 191위[5]
- 뉴욕 주립 대학교 올버니: 미국 내 114위를 기록하였다.[6]

### 《U.S. 뉴스 & 월드 리포트》
2020년 《U.S. 뉴스 & 월드 리포트》 전미 대학 순위에서 대학교 센터 4개교와 뉴욕 주립 대학교 환경과학 및 임학 대학이 순위에 올랐다.
전미 최고 대학 (Best National Universities)
- 뉴욕 주립 대학교 빙엄턴 (Binghamton University): 79위 (공동)[8]
- 뉴욕 주립 대학교 스토니브룩 (Stony Brook University): 91위 (공동)[9]
- 뉴욕 주립 대학교 버펄로 (University at Buffalo): 79위[10]
- 뉴욕 주립대학교 환경과학 및 임학 대학 (SUNY College of Environmental Science and Forestry): 121위[11]
- 뉴욕 주립 대학교 올버니 (University at Albany): 147위[12]

미국 최고 가치 대학 (Best Value Schools, national universities)
- 뉴욕 주립대학교 환경과학 및 임학 대학 (SUNY College of Environmental Science and Forestry): 38위
- 뉴욕 주립 대학교 올버니 (University at Albany): 113위[12]
- 뉴욕 주립 대학교 빙엄턴 (Binghamton University): 52위[8]
- 뉴욕 주립 대학교 버펄로 (University at Buffalo): 127위[10]
- 뉴욕 주립 대학교 스토니브룩 (Stony Brook University): 149위[9]

미국 최우수 공립대학 (Top Public Schools, national universities)
- 뉴욕 주립 대학교 빙엄턴 (Binghamton University): 31위 (공동)[8]
- 뉴욕 주립 대학교 스토니브룩 (Stony Brook University): 39위[9]
- 뉴욕 주립 대학교 버펄로 (University at Buffalo): 31위 (공동)[10]
- 뉴욕 주립대학교 환경과학 및 임학 대학 (SUNY College of Environmental Science and Forestry): 55위 (공동)[11]
- 뉴욕 주립 대학교 올버니 (University at Albany): 68위[12]

## 같이 보기
- 대학원생노동조합